# Общокипърска гимназия
Общокипърската гимназия или Панкипърска гимназия (на гръцки: Παγκύπριο Γυμνάσιο; на английски: Pancyprian Gymnasium) в Никозия е най-старото средно училище в Кипър.
Разположено е в чертите на Стария град, точно срещу Архиепископския дворец. Основано е от архиепископ Киприан Кипърски през 1812 г. Това е времето, когато Кипър е в Османската империя и църквата играе много важна роля в образованието на кипърските гърци. При създаването му получава името Гръцко училище.
Общокипърската гимназия през цялото свое съществуване предоставя обучение с високо качество. В продължение на над 200 години се разглежда като образователен модел за страната. Поради дългата си история и високи образователни стандарти тя заема специално място сред най-значимите образователни институции на елинизма. По времето на Османската империя и последвалата британска окупация тя допринася изключително много за запазването и развитието на културата в Кипър.

## История
Под първия етаж на сградата и главния вход е изградена крипта, която съществува и до днес и има специално историческо значение за Кипър. Според традицията в това подземно скривалище архиепископ Киприан провежда срещи с членове на „Филики етерия“ – тайна революционна организация от началото на 19 век, която подготвя освободителната борба в Гърция срещу Османската империя.
След обесването на Киприан и неговите съмишленици, екзекутирани от турците през 1821 година на централния градски площад, училището временно е закрито и престава да функционира. След 9 години дейността му е възстановена.
През 1869 година в гимназията се обучават 39 ученици и се изучават гръцки, турски, френски език и математика. За да се отговори на новите политически условия на острова, през 1887 година се добавя и задължително изучаване на английски език. През 1892 година като учебен предмет се въвежда и латински език.
През 1893 година, малко след налагането на британско управление на Кипър, училището е преобразувано в средно и признато от правителството на Гърция като равностойно на гръцките средни училища. Към него е добавен лицей, през 1896 г. е преименувано на Общокипърска гимназия и носи това име и до днес.
През 1920 година най-старото здание на гимназията е опожарено и на следващата година на негово място е изградена нова сграда в неокласически стил. Неин архитект е Теодорос Фотиадис, проектант на училище „Фанеромени“ в подобен стил и на редица други сгради в Никозия. Строителният инженер, изпълнител на проекта, е Йоанис Вергопулос, член на Областния съвет в Никозия, инженер, дарител и благодетел на гимназията. Днес това е централното крило на училището с характерната си веранда. С цел да се отговори на нуждите на нарастващия брой ученици през различни интервали от време са добавяни нови класни стаи или цели крила.
През 1935 година към Панкипърската гимназия са създадени и девически класове.

## Съвременност
В гимназията се изучават учебните предмети математика, физика, химия, биология, геология, национална икономика, гръцки език, старогръцки, английски, френски, испански, италиански, немски, руски, компютри, дизайн и технологии, мърчандайзинг, театрознание, фотография, музика, изобразително изкуство, физическо възпитание. Там се обучават ученици от горните гимназиални класове – 10, 11 и 12 клас.
Гимназията разполага с напълно оборудвани специализирани класни стаи и лаборатории. Многобройните надписи и епиграми, поставени по стените на училището, както и паметниците (бюстове и др.) в предната градина и във фоайето, предизвикват специален интерес. Училището 2 пъти печели наградата на Атинската академия.
Във входното фоайе е поставен портретът на архиепископ Киприан, основателя на училището. Там се намира и релефното изображение на Христофорос (Кристофър) Писаридис, възпитаник на гимназията, носител на Нобелова награда за икономика за 2011 година. Интериорът е допълнен от 2 релефно обработени мраморни паметни плочи, посветени на загиналите за свободата на Кипър възпитаници и преподаватели от гимназията.
В задния двор на училището е изграден параклис, посветен на патрона на гимназията.

## Библиотека
Първата училищна библиотека е създадена през 1915 година от Михаил Михаилидис, директор на гимназията по онова време. През 1917 г. той публикува първите награди и годишници на учениците.
Оригиналната библиотека е опожарена на 25 октомври 1920 година, заедно със старата сграда на училището, и голяма част от книгите са унищожени. След това библиотеката е прехвърлена в крило на гимназията. През 1943 година възпитаниците на училището започват набиране на средства за изграждане на нова сграда на библиотеката. Строителните работи започват през 1947 г., а откриването се състои през март 1949 г. Разходите за строителството са покрити от дарения, най-голямото от които дава семействотото на Демостенис Севериос, който е сред първите възпитаници на гимназията. По тази причина сградата получава неговото име и днес се нарича Библиотека „Севериос“.
С течение на времето библиотеката се обогатява чрез дарения от частни колекции. Днес тя разполага с 80 000 книги, предимно на филологическа и историческа тема, както и огромна колекция от списания, много от които са отдавна изчерпани. През 1989 година библиотеката е достроена до съвременния си вид.

## Музей
При създаването на гимназията през 1812 г. нейният основател архиепископ Киприан дарява малка сбирка от богословски книги, издания на древногръцки писатели и редица ръкописи, за да се създаде първата библиотека на училището. Днес това дарение е изложено в музея към него.
Музеят заема 12 стаи. Разполага с няколко сбирки: за историята на училището, по естествена история, по археология, монетна, важен набор от документи, книги, снимки, грамофонни плочи, стари карти и оръжия. По-голямата част от експонатите имат кипърски произход и са набрани главно от дарения. Организирана е галерия с оригинални творби на ученици и учители, преподавали в гимназията. Всичко това е допълнено с уникални образци на готическата скулптура от страната, които са впечатляващи по своя размер и артистична техника. Изложени са фотографии, костюми, ученически униформи, рисунки и много други експонати, свързани с историята на училището.
Целта на този музей е поддържане, опазване и експониране на разнообразните сбирки, собственост на гимназията. Той дава възможност за изследване и изучаване на историята на образованието в Кипър. Отворен е за посетители през цялата година.
Преместването и съхранението на богатите сбирки в ново музейно пространство става възможно благодарение на големите усилия на Съвета на гръцките училища в Никозия, директора и преподавателите в училището. Днес сбирките са елегантно изложени в уникален музей до училището, благодарение на дарението и подкрепата на фондация „Левентис“.

## Възпитаници
Голям е броят на завършилите това училище, отличени в областта на политиката, икономиката, науката, културата и църковната управа. Много от неговите възпитаници са доброволни участници в движението за освобождение на Кипър, особено в борбата за освобождение на страната от британския колониализъм, и някои от тях дават живота си за това дело.
През дългото съществуване на училището голяма част от неговите възпитаници, изразявайки благодарност и признателност, го правят свой наследник или стават негови дарители. Някои от тях учредяват стипендии за даровити ученици, които да бъдат подпомогнати при получаване на висше образование.
Някои от най-известните възпитаници и преподаватели:
- Димитрис Липертис (1866 – 1937) – преподавател по френски език, известен кипърски поет, философ и теолог.[2]
- Георгиос Гривас (1897 – 1974) – възпитаник, деец на борбата за освобождение на Кипър, ръководител на организацията ЕОКА, генерал от гръцката армия, защитник на движението за присъединяване на Кипър към Гърция.[3]
- Константинос Спиридакис (1903 – 1976) – директор на гимназията от 1936 до 1960, доктор по философия, основател и президент на гръцката културна асоциация Е.П.О.К в Кипър.[9]
- Никос Каранидиотис (1911 – 1997) – преподавател, филолог, писател, борец за национална свобода, изследовател на историята и теоретик на литературата, издател, просветител, дипломат.[10]
- Архиепископ Макариос III Кипърски (1913 – 1977) – възпитаник, първи президент на Кипърската република.[2]
- Лорънс Дърел (1912 – 1990) – преподавател, англо-ирландски поет, романист, драматург, есеист.[11]
- Костас Монтис (1914 – 2004) – възпитаник, кипърски поет, романист и драматург, номиниран за Нобелова награда.[12]
- Глафкос Клиридис (1919 – 2013) – възпитаник, президент на Република Кипър през 1974 и от 1993 до 2003 година.[2]
- Васос Лисаридис (Βάσος Λυσσαρίδης) (р. 1920) – възпитаник, основател на първата социалистическата партия (ЕДЕК) в Кипър и неин председател в подължение на 33 години.[13]
- Архиепископ Хризостом I Кипърски (1927 – 2007) – възпитаник и преподавател по теология.[14]
- Тасос Пападопулос (1934 – 2008) – възпитаник, президент на страната от 2003 до 2008 година.[2]
- Христофорос (Кристофър) Писаридис (р. 1948)– възпитаник, нобелов лауреат по икономика за 2011 година.[15]

## Директори[16]
- Йоанис Дельос (Ιωάννης Δέλλιος) от Сяр (1893 – 1896)
- Михаил Волонакис (Μιχαήλ Βολονάκης) от Сими (1896 – 1911)
- Атанасиос Филактос (Αθανάσιος Φυλακτός) от Долна Джумая (1908 – 1911)
- Константинос Амандос (Κωνσταντίνος Άμαντος) от о. Хиос (1911 – 1912)
- Стилпон Кириакидис (Στίλπων Κυριακίδης) от Гюмюрджина (1912 – 1914)
- Георгиос Сакарис (Γεώργιος Σακκάρης) от Ханя, о. Крит (1914 – 1915)
- Михаил Михаилидис (Μιχαήλ Μιχαηλίδης) от о. Карпатос (1915 – 1917)
- Леандрос Пандакис (Λέανδρος Παντάκης) от Ксанти (1917 – 1918)
- Спиридон Дукакис (Σπυρίδων Δουκάκης) от Пелопонес (1918 – 1921)
- Атанасиос Филактос (Αθανάσιος Φυλακτός) от Долна Джумая (1921 – 1924)
- Спиридон Спиридакис (Σπυρίδων Σπυριδάκις) от с. Макрино (1924 – 1925)
- Константинос Космидис (Κωνσταντίνος Κοσμίδης) от Истанбул, Турция (1925 – 1926)
- Йоанис Йоанидис (Ιωάννης Ιωαννίδης) от с. Палуриотиса, днес квартал на Никозия (1926 – 1930)
- Атанасиос Сакелариос (Αθανάσιος Σακελλάριος) от Епир (1930 – 1934)
- Йоанис Кацурос (Ιωάννης Κατσουρός) от о. Наксос (1934 – 1936)
- Константинос Спиридакис (Κωνσταντίνος Σπυριδάκις) от Никозия, Кипър (1936 – 1960)
- Георгиос Папахараламбус (Γεώργιος Παπαχαραλάμπους) от Фамагуста, Кипър (1960 – 1962)
- Фриксос Петридис (Φρίξος Πετρίδης) от с. Вони, Кипър (1962 – 1970)
- Хрисантос Киприану (Χρύσανθος Κυπριανού) от с. Ксеро, Кипър (1970 – 1972)
- Георгиос Продрому (Γεώργιος Προδρόμου) от с. Ася, Кипър (1972 – 1977)
- Стела Димиоту (Στέλλα Δυμιώτου) от Строволос, днес квартал на Никозия (1977 – 1978)
- Георгиос Продрому (Γεώργιος Προδρόμου) от с. Ася, Кипър (1978 – 1983)
- Менелаос Хараламбус (Μενέλαος Χαραλάμπους) от с. Пано Ародес, Кипър (1980 – 1984)
- Георгиос Хадзиниколау (Γεώργιος Χατζηνικολάου) от Енгоми, днес квартал на Никозия (1983 – 1988)
- Мириантис Хамбакис (Μυριάνθης Χαμπάκης) от с. Астромеритис, Кипър (1988 – 1990)
- Георгиос Хадзикостис (Γεώργιος Χατζηκωστής) от Пафос, Кипър (1990 – 1996)
- Стилианос Папантониу (Στυλιανός Παπαντωνίου) от Никозия, Кипър (1996 – 1999)
- Неархос Неарху (Νεάρχος Νεάρχου) от с. Мамония, Кипър (1999 – 2002)
- Костас Милиотис (Κώστας Μηλιώτης) от Пера Оринис, Кипър (2002 – 2004)
- Христос Екесиис (Χρίστος Εκκέσιης) от с. Амиандос, Кипър (2004 – 2007)
- Хараламбус Солон (Χαραλάμπους Σόλων) (2014)

- Входът на гимназията
- Скулптурна фигура във фоайето
- Бюст на Никос Каранидиотис в двора на гимназията
- Бюст на Константинос Спиридакис в двора на гимназията
- Бюст на Йоанис Вергопулос в двора на гимназията
- Бюст на Костас Монтис в двора на гимназията